# District d'Inder
Le district d'Inder (en kazakh : Индер ауданы) est un district de l’Oblys d'Atyraou au Kazakhstan.  

## Géographie
Le centre administratif du district est la ville d'Inderbor.

## Démographie
Sa population est estimée à 31 644 habitants en 2013.